# Wymuszona perspektywa

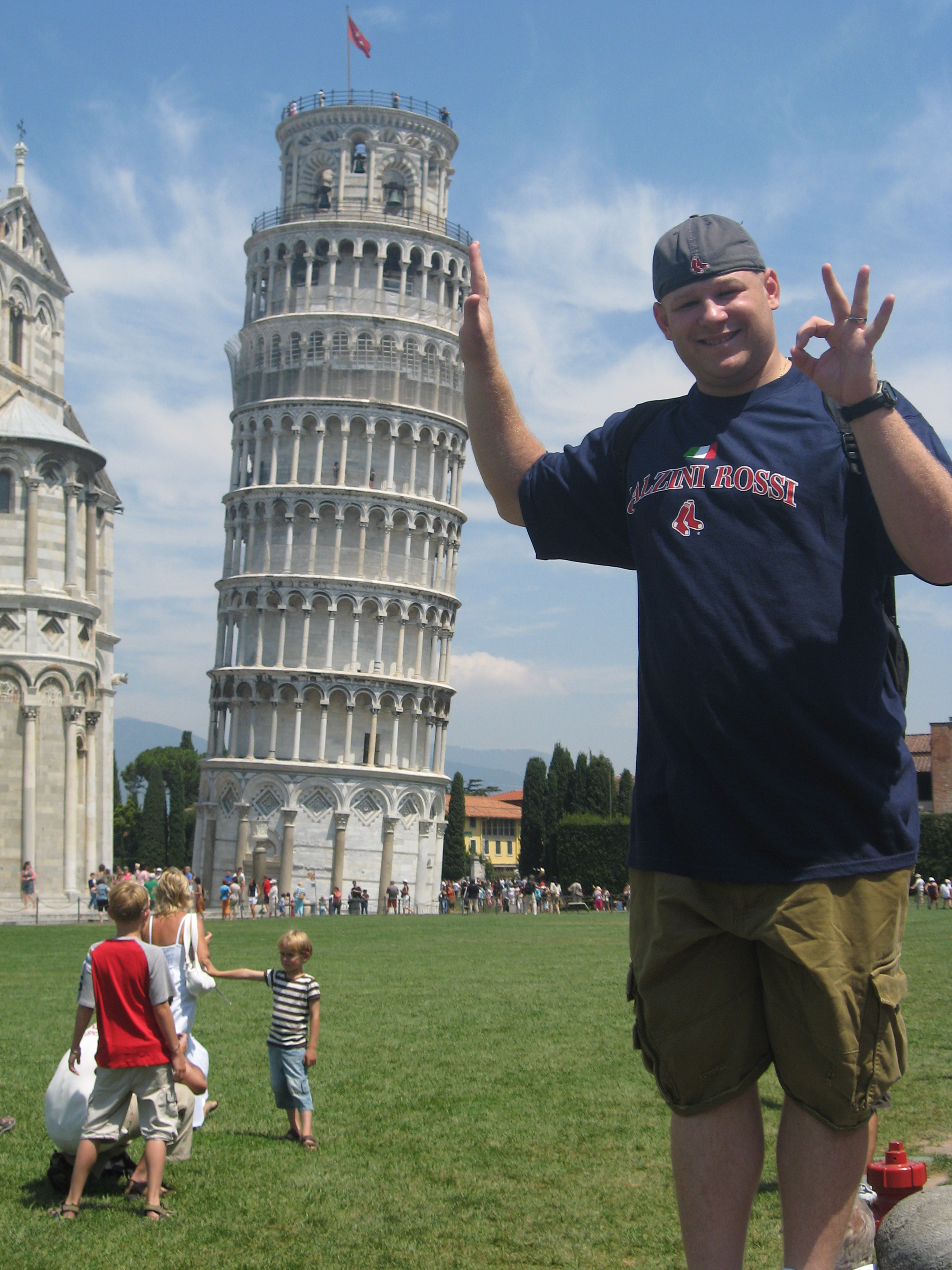
Turysta stosujący wymuszoną perspektywę na zdjęciu z Krzywą Wieżą w Pizie

Wymuszona perspektywa – rodzaj złudzenia optycznego stosowanego w fotografii, filmie i architekturze, które powoduje, że dany obiekt wydaje się być położony bliżej lub dalej, albo być mniejszy lub większy niż w rzeczywistości. Efekt taki osiąga się, gdy jeden obiekt jest bliżej obiektywu lub widza niż drugi i jest oglądany pod odpowiednim kątem.
Wymuszoną perspektywę często stosuje się na zdjęciach dla uzyskania efektów humorystycznych (np. popularne są wśród turystów fotografie z wymuszoną perspektywą na tle zabytków). Złudzenie to także jest często stosowane w filmach podczas tworzenia efektów specjalnych. Przykładowo w serii filmowej Władca Pierścieni użyto tego triku, by takie postacie, jak hobbici czy krasnoludowie, wydawały się znacznie mniejsze niż inni bohaterowie. Innym zastosowaniem jest architektura. Na przykład, Schody Potiomkinowskie w Odessie zostały zaprojektowane w taki sposób, że zwężają się ku górze, co daje wrażenie większych rozmiarów.